# Freihofer's Run for Women
Le Freihofer's Run for Women est une course à pied réservée aux femmes d'une distance de 5 km se déroulant tous les ans, en mai, dans la ville d'Albany, aux États-Unis. Créée en 1979, l'épreuve fait partie du circuit international des IAAF Road Race Label Events, dans la catégorie des « Labels d'argent ».

## Palmarès

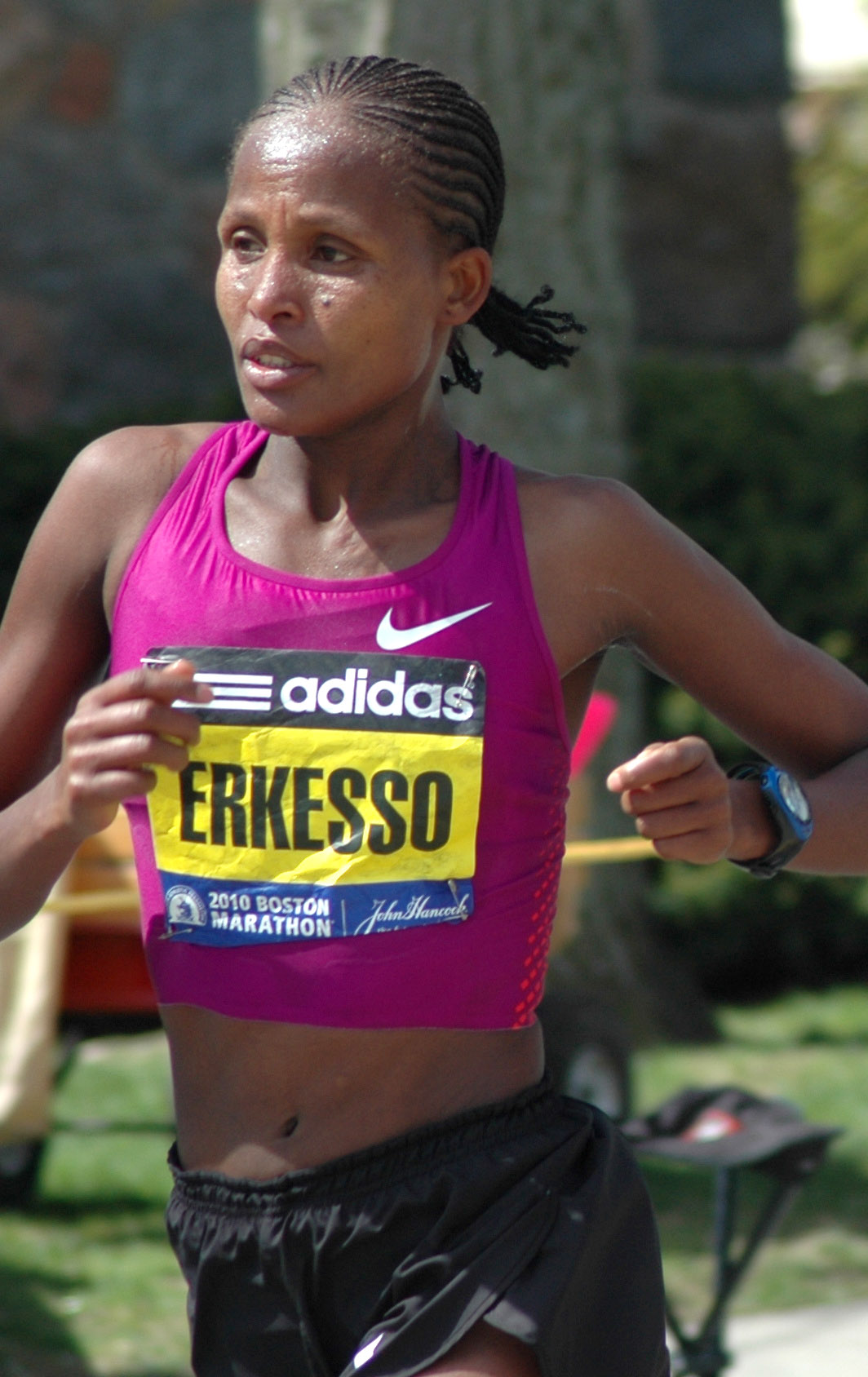
Teyba Erkesso remporte l'édition 2009.

Record de l'épreuve
| Année | Vainqueur                                           | Pays                                                | Temps                                               |
| ----- | --------------------------------------------------- | --------------------------------------------------- | --------------------------------------------------- |
| 2022  | Allie Ostrander                                     | États-Unis                                          | 15 min 48 s                                         |
| 2021  | Aisling Cuffe                                       | États-Unis                                          | 16 min 34 s                                         |
| 2020  | Course annulée en raison de la pandémie de Covid-19 | Course annulée en raison de la pandémie de Covid-19 | Course annulée en raison de la pandémie de Covid-19 |
| 2019  | Elaina Tabb                                         | États-Unis                                          | 16 min 04 s                                         |
| 2018  | Sarah Pagano                                        | États-Unis                                          | 15 min 48 s                                         |
| 2017  | Sara Hall                                           | États-Unis                                          | 15 min 49 s                                         |
| 2016  | Brianne Nelson                                      | États-Unis                                          | 15 min 46 s                                         |
| 2015  | Emily Chebet                                        | Kenya                                               | 15 min 38 s                                         |
| 2014  | Lucy Wangui Kabuu                                   | Kenya                                               | 15 min 20 s                                         |
| 2013  | Emily Chebet                                        | Kenya                                               | 15 min 26 s                                         |
| 2012  | Mamitu Daska                                        | Éthiopie                                            | 15 min 19 s 1                                       |
| 2011  | Mamitu Daska                                        | Éthiopie                                            | 15 min 19 s                                         |
| 2010  | Emily Chebet                                        | Kenya                                               | 15 min 12 s                                         |
| 2009  | Teyba Erkesso                                       | Éthiopie                                            | 15 min 27 s                                         |
| 2008  | Benita Johnson                                      | Australie                                           | 15 min 46 s                                         |
| 2007  | Benita Johnson                                      | Australie                                           | 15 min 22 s                                         |
| 2006  | Benita Johnson                                      | Australie                                           | 15 min 27 s                                         |
| 2005  | Asmae Leghzaoui                                     | Maroc                                               | 15 min 18 s                                         |
| 2004  | Marla Runyan                                        | États-Unis                                          | 15 min 26 s                                         |
| 2003  | Marla Runyan                                        | États-Unis                                          | 15 min 25 s                                         |
| 2002  | Marla Runyan                                        | États-Unis                                          | 15 min 27 s                                         |
| 2001  | Collette Liss-Douglas                               | États-Unis                                          | 15 min 47 s                                         |
| 2000  | Libbie Johnson-Hickman                              | États-Unis                                          | 15 min 35 s                                         |
| 1999  | Cheri Goddard-Kenah                                 | États-Unis                                          | 15 min 31 s                                         |
| 1998  | Lynn Jennings                                       | États-Unis                                          | 15 min 46 s                                         |
| 1997  | Elva Dryer                                          | États-Unis                                          | 15 min 29 s                                         |
| 1996  | Lynn Jennings                                       | États-Unis                                          | 15 min 21 s                                         |
| 1995  | Lynn Jennings                                       | États-Unis                                          | 15 min 24 s                                         |
| 1994  | Lynn Jennings                                       | États-Unis                                          | 15 min 35 s                                         |
| 1993  | Lynn Jennings                                       | États-Unis                                          | 15 min 35 s                                         |
| 1992  | Carmen Oliveira                                     | Brésil                                              | 15 min 39 s                                         |
| 1991  | Judi St. Hilaire                                    | États-Unis                                          | 15 min 40 s                                         |
| 1990  | Lynn Jennings                                       | États-Unis                                          | 15 min 31 s                                         |
| 1989  | Judi St. Hilaire                                    | États-Unis                                          | 15 min 25 s                                         |
| 1988  | Pamela Crandall                                     | États-Unis                                          | 17 min 16 s                                         |
| 1987  | Denise Herman                                       | États-Unis                                          | 17 min 16 s                                         |
| 1986  | Marisa Sutera                                       | États-Unis                                          | 17 min 22 s                                         |
| 1985  | Patricia Nelson                                     | États-Unis                                          | 17 min 39 s                                         |
| 1984  | Denise Herman                                       | États-Unis                                          | 18 min 06 s                                         |
| 1983  | Mary Herlihy                                        | États-Unis                                          | 18 min 08 s                                         |
| 1982  | Diana Richburg                                      | États-Unis                                          | 18 min 30 s                                         |
| 1981  | Diana Richburg                                      | États-Unis                                          | 18 min 50 s                                         |
| 1980  | Martha Swatt-Johnson                                | États-Unis                                          | 17 min 35 s                                         |
| 1979  | Martha Swatt-Johnson                                | États-Unis                                          | 17 min 30 s                                         |